# Johnnas Oliva
Johnnas Oliva (São Paulo,  25 de novembro de 1981) é um ator brasileiro.

## Biografia
Johnnas Oliva é ator, locutor , pintor, músico e dublador. Cursou Administração em marketing e Comunicação Social – Rádio e TV na Anhembi Morumbi / Graduação. Fez Teatro Escola Macunaíma e Oficina de Atores da TV Globo em 2008 ( Rio de Janeiro).

## Carreira
Johnnas atuou em mais de 20 peças teatrais entre musicais, infantis e adultos, 56 curtas-metragens, 82 filmes publicitários e mais de 20 séries de televisão  entre elas:  Sessão de Terapia (GNT) ,  O Negócio (HBO) , Na Mira do Crime (FOX),  Desprogramado  (Multishow), Descolados (MTV),  A Grande Família, Aline  e Tal Filho, Tal Pai (Globo) e também na super produção do Globoplay ‘Ilha de Ferro’ com o personagem BORRACHA  um novato petroleiro, e em  4 longas metragens. Em telenovelas deu vida ao personagem Enéas  na novela 'Haja Coração'   na Rede Globo, e a personagem Vitor na segunda versão da novela ‘Chiquititas’ no SBT.

### Televisão
| Ano            | Título                                                      | Personagem           | Nota | Ref.          |
| -------------- | ----------------------------------------------------------- | -------------------- | --- | ------------- |
| 2004           | Sol e Lua                                                   | Bino                 | Diretor: Emílio Fontana                                                                                     |               |
| 2007           | Casal Neura - Série (MTV)                                   | João                 | |               |
| 2008           | Aline - Série (Globo)                                       | Participação         | Direção: Maurício Farias                                                                                    |               |
| 2008           | 9mm São Paulo - Série (FOX)                                 | PM participação      | Diretor: Michael Ruman                                                                                      | [ 9 ]         |
| 2009           | Tele Curso – programa educativo (TV Cultura e Canal Futura) |                      | Diretor: Pedro Siaretta (SP)                                                                                |               |
| 2009 / 10      | Tô Frito – Série (Band e MTV)                               | Bira                 | Diretora: Flávia Moraes                                                                                     | [ 10 ] [ 11 ] |
| 2010           | Jovens da Lei – Série                                       | Cadu                 | Diretor: Guillherme de Almeida Prado (Piloto)                                                               |               |
| 2010           | Entre Teens – Série (MTV)                                   | Fábio                | Diretor: Fabrício Bittar                                                                                    | [ 12 ]        |
| 2010           | Corações Feridos                                            | Playboy              | Diretor: Rodolfo Silot                                                                                      | [ 13 ]        |
| 2010           | Morando Sozinho – Série (Multishow)                         | O Cara               | Diretor: Pedro Freire                                                                                       |               |
| 2010           | Galera Animal – Série de Animação (TV Globo)                | MC Téo (voz)         | Diretora: Flávia Moraes                                                                                     |               |
| 2010           | Tal Filho, Tal Pai – Especial de fim de ano (TV Globo)      | Dré                  | Direção Mário Marcio Bandarra                                                                               | [ 14 ]        |
| 2010 / 11      | Desprogramado – Série (Multishow)                           | Anthony Silver       | Diretor: Daniel Augusto                                                                                     | [ 15 ]        |
| 2011           | Na Fama e Na Lama – Série (Multishow)                       | Andrey               | Diretores: Homero Olivetto e Joana Melo do Prado                                                            |               |
| 2011           | Julie e os fantasmas – Série (Band e Nicklodeon)            | Fã                   | Diretora: Júlia Jordão                                                                                      |               |
| 2012           | Todo Tempo do Mundo – Série                                 | Cristiano            | Diretor: Alexandre Ingrevallo (Piloto)                                                                      |               |
| 2012           | A Grande Família – Série (TV Globo)                         | Luizinho             | Diretor: Luiz Felipe Sá - Participação                                                                      |               |
| 2013           | A Vida de Lucas Batista – Série (CNT e Omeleteve)           | Lucas Batista        | Direção: Leonardo Hwan e Catharina Strobel                                                                  | [ 16 ]        |
| 2013 / 14 / 16 | O Negócio – Série (HBO) 3 temporadas                        | Yuri Kaprinski       | Diretores: Michel Tikhomiroff e Júlia Jordão                                                                | [ 17 ]        |
| 2014           | Republica – Série (Tv Cultura e Tv Futura)                  | Beto                 | Direção: Hélio Ishi                                                                                         |               |
| 2014           | Sagrados Médicos – Série (Multishow)                        | Caio                 | Eliana Fonseca                                                                                              |               |
| 2014           | Na Mira do Crime – Série (FOX)                              | Carreirão            | Direção: Edson Spinello                                                                                     | [ 18 ]        |
| 2014           | Chiquititas – Novela (SBT)                                  | Vitor                | Diretor: Reynaldo Bouri                                                                                     |               |
| 2014           | Lili a Ex. – Série (GNT)                                    | Kirk                 | Direção do episódio – Kiko Meirelles                                                                        |               |
| 2014           | Sessão de Terapia – Série (GNT)                             | Rafael Cecatto       | Direção: Selton Mello                                                                                       | [ 4 ]         |
| 2016           | Haja Coração – Novela (Globo)                               | Enéas Carvalho       | direção geral Fred Mayrink, dirigido por Luciano Sabino, Alexandre Klemperer, Bia Coelho e Allan Fiterrmann | [ 13 ]        |
| 2018           | Ilha de Ferro – Série (Globo)                               | Borracha             | Direção: Afonso Poyart, Guga Sander e Beta Richard                                                          | [ 6 ]         |
| 2018           | O Mecanismo – Série (Netflix) 2ª Temp.                      | Alberto              | Direção: José Padilha, Marcos Prado, Felipe Prado e Daniel Rezende                                          | [ 19 ]        |
| 2019           | Shippados - Série (Globo)                                   | Participação         | Direção: Patricia Pedrosa                                                                                   | [ 20 ]        |
| 2019           | Vítimas Digitais - Série (GNT)                              | Ricardo              | Direção João Jardim                                                                                         | [ 21 ]        |
| 2019           | Bom Dia, Verônica - Série (Netflix)                         | Lima                 | Direção José Henrique Fonseca e IZABEL JAGUARIBE                                                            | [ 22 ]        |
| 2021           | Bugados - Série (Gloob)                                     | Mig do Futuro        | Direção Eliane Fonseca e Fabricio Bittar                                                                    |               |
| 2022           | Mila no Multiverso - Série (Disney)                         | Zero (voz)           | Direção Julia Jordão                                                                                        | [ 23 ] [ 24 ] |
| 2023           | O Rei da TV                                                 | Fernando Dutra Pinto | Temporada 2 - Episódio "Quem quer dinheiro?"                                                                |               |
| 2023           | Aqueles dias - Série/Filme (Tv Cultura)                     | Menotti Del Picchia  | Direção Beto Marques e Hélio Goldsztejn                                                                     | [ 25 ] [ 26 ] |
| 2023           | Raul, Metamorfose Ambulante - Série (Globo e Globoplay)     | Roberto Menescal     | Direção Paulo Morelli e Pedro Morelli                                                                       | [ 27 ] [ 28 ] |
| 2024           | Sintonia - Série - Netflix                                  | Pedro                | Direção Johnny Araujo, Daniela Carvalho e Denis Cisma                                                       |               |

### Cinema
| Ano  | Título                        | Personagem           | Nota           | Diretor (a)                      | Ref.                               |
| ---- | ----------------------------- | -------------------- | -------------- | -------------------------------- | ---------------------------------- |
| 2009 | Os 3                          | Rafael Cover         | Longa Metragem | Nando Olival                     |                                    |
| 2012 | 2013 menos 1                  | Homem Mau Encarado   | Longa Metragem | Vitor Baumgratz                  | [ 29 ]                             |
| 2012 | A Palavra                     | Dr. Jeú              | Longa Metragem | Guilherme de Almeida Prado       |                                    |
| 2012 | Um Namorado para Minha Mulher | PARTICIPAÇÂO         | Longa Metragem | Julia Rezende                    | [ 30 ]                             |
| 2013 | Jogo das Decapitações         | PARTICIPAÇÂO         | Longa Metragem | Sérgio Bianchi                   |                                    |
| 2017 | Todo Carnaval Tem Seu Fim     | Diego                | Longa Metragem | Vitor Baumgratz e Paulo J. Leite | [ 31 ] [ 32 ]                      |
| 2019 | Galeria Futuro                | Patricio Melo        | Longa Metragem | Fernando Sanches e Afonso Poyart |                                    |
| 2019 | O Segundo Homem               | Edu                  | Longa Metragem | Thiago Luciano                   | [ 33 ]                             |
| 2020 | Distância Segura              | Cadu                 | Longa Metragem | Alexandre Ingrevallo             |                                    |
| 2021 | SocialMente                   | Léo                  | Longa Metragem | Leandro D'Errico                 | [ 34 ]                             |
| 2023 | O Sequestro do Voo 375        | Capitão Andrade      | Longa Metragem | Marcus Baldini                   | [ 35 ]                             |
| 2024 | Silvio                        | Fernando Dutra Pinto | Longa Metragem | Marcelo Antunez                  | [ 36 ] [ 37 ] [ 38 ] [ 39 ] [ 40 ] |
| 2021 | Domingo a Noite               | Guto                 | Longa Metragem | Direção André Buschatsky         | [ 41 ] [ 42 ] [ 43 ]               |

### Curta Metragem
| Ano  | Título                                          | Personagem         | Nota           | Diretor (a)                      | Ref.                 |
| ---- | ----------------------------------------------- | ------------------ | -------------- | -------------------------------- | -------------------- |
| 2006 | 14 BIS                                          | Barista            | Curta Metragem | André Ristum                     |                      |
| 2006 | Hotel La Rose                                   | Oscar              | Curta Metragem | Alice Campos                     | [ 44 ]               |
| 2007 | Psique Café                                     | Bóris              | Curta Metragem | Felipe Reis                      | [ 45 ]               |
| 2007 | A Trupe                                         | Edu                | Curta Metragem | Guilherme Pinheiro               | [ 46 ]               |
| 2007 | Sue Lee                                         | −                  | Curta Metragem | Renato Moura                     | [ 47 ]               |
| 2007 | Acabou a Gasolina                               | −                  | Curta Metragem | Milton Siqueira                  |                      |
| 2007 | Os Especialistas                                | −                  | Curta Metragem | Alice Campos                     |                      |
| 2008 | Decadente                                       |                    | Curta Metragem | Vitor Dourado                    |                      |
| 2008 | Institucional para LIVRARIA CULTURA             | Caio               | Curta Metragem | Luis Montes                      |                      |
| 2009 | Esteio                                          | Filho              | Curta Metragem | Francisco Freitas                | [ 48 ]               |
| 2009 | Talvez, Rockstar                                | Lucas              | Curta Metragem | Fabricio Mendieta e Fábio Aguiar |                      |
| 2009 | A Menina Metalinguística e o Garoto Melancólico | Garoto Melancólico | Curta Metragem | Guga Caldas                      | [ 51 ]               |
| 2010 | A Redação                                       | Thiago             | Média Metragem | Thiago Faelli e Andréa Simão     | [ 53 ]               |
| 2010 | Para Começar Uma História                       | Nando              | Curta Metragem | Christian Chinen                 |                      |
| 2010 | Vila Rica                                       | Nikos              | Curta Metragem | Emiliano Koren e Fernando Timba  | [ 54 ]               |
| 2010 | Desconhecido Intimo                             | Pablo              | Curta Metragem | Alexandre Ingrevallo             | [ 55 ]               |
| 2011 | Variações Sobre o Mesmo Tema                    | Renato             | Curta Metragem | Fernando Timba                   | [ 57 ]               |
| 2011 | Um Certo Alguém                                 | Júlio              | Curta Metragem | Pedro Urizzi                     |                      |
| 2011 | Assunto de Família                              | Paulo              | Curta Metragem | Caru Alves de Souza              | [ 58 ] [ 59 ] [ 60 ] |
| 2011 | Passagem                                        | Pedro              | Curta Metragem | Francisco Freitas                |                      |
| 2012 | Fala Comigo Agora                               | Homofóbico         | Curta Metragem | Karina Ades                      | [ 61 ]               |
| 2012 | 13 Noir                                         | Militar            | Curta Metragem | Pedro Urizzi e Felipe Solari     | [ 62 ] [ 63 ]        |
| 2012 | O Segredo dos Adultos                           | Léo                | Curta Metragem | Jotagá Crema e Ivan Nakamura     | [ 64 ]               |
| 2012 | Quando a Noite Cai                              | −                  | Curta Metragem | Felipe Adami                     |                      |
| 2013 | Os Bons Parceiros                               | P.C. Novato        | Curta Metragem | Elder Fraga                      | [ 65 ]               |
| 2013 | Bem me quer?                                    | filme para a L.B.V | Curta Metragem | Anthony Barcellos                |                      |
| 2014 | Nicolas e seu Fantasma de um Futuro Possível    | Nicolas e Fantasma | Curta Metragem | Rob Travassos                    |                      |
| 2015 | Hospital da Memória                             |                    | Curta Metragem | Pedro Paulo Andrade              | [ 66 ]               |
| 2017 | Réquiem                                         | Pedro              | Curta Metragem | Sérgio Minehira                  | [ 67 ]               |
| 2015 | Distopia                                        |                    | Curta Metragem | Pedro Urizzi                     | [ 68 ] [ 69 ] [ 70 ] |
| 2017 | XO                                              | Théo               | Curta Metragem | Stefani Motta                    |                      |
| 2018 | Tenha Um Otimo Dia                              |                    | Curta Metragem | Willy Hajla                      | [ 71 ] [ 72 ]        |
| 2020 | A Viagem                                        | Ricardo            | Curta Metragem | Felipe Prado e João Prado        |                      |
| 2020 | 30 Segundos de Cinema                           | Johnnas            | Mini Metragem  | Johnnas Oliva                    |                      |
| 2024 | DIU                                             | IGOR               | Curta Metragem | Roteiro e diração Camila         |                      |
| 2024 | Qymera                                          | Adi                | Curta Metragem | Roteiro e direção Cristiano Cera |                      |

### Internet
| Ano                 | Título                               | Personagem                               | Diretor                        | Ref.          |
| ------------------- | ------------------------------------ | ---------------------------------------- | ------------------------------ | ------------- |
| 2007 / 08 / 10 / 12 | Conversas de Elevador                | Gerson                                   | Felipe Reis                    | [ 73 ]        |
| 2011                | Pandemônio                           | Marcelo                                  | Uirá Wagner                    |               |
| 2014                | O Que Tem Pra Hoje?                  | participações em alguns episódios        | Paulo Leieler                  | [ 75 ]        |
| 2015 / 17           | Tipiko                               | participações em alguns episódios        | Thais Ka, Vitória Ferraz       | [ 76 ]        |
| 2015                | Animalô                              |                                          | Johnnas Oliva                  | [ 77 ]        |
| 2016                | SnapSériesJohnnyJohn – Os Inclinados |                                          | Johnnas Oliva                  | [ 78 ]        |
| 2019 / 20           | Giorgito Fala Contigo                | programa de talk show criado por Johnnas | Orlando Neto e Rodrigo Zimbres | [ 80 ] [ 81 ] |
| 2020                | Mais de 10 Curiosidades Sobre...     | Giorgito                                 | Johnnas Oliva                  | [ 82 ]        |

### Teatro
| Ano            | Titulo                                     | Teatro                                                   | Direção                                                               | Ref.                        |
| -------------- | ------------------------------------------ | -------------------------------------------------------- | --------------------------------------------------------------------- | --------------------------- |
| 2004           | Vale Encantado - Autor :Oswaldo Montenegro | Teatro Dias Gomes – curta temporada – maio de 2004       | Deto Montenegro                                                       |                             |
| 2004           | Vale Encantado - Autor :Oswaldo Montenegro | Teatro do Clube Atlético Paulistano Junho de 2004        | Candé Brandão                                                         |                             |
| 2004           | Francisco e Clara - Autor: Evê Sobral      | Teatro Santa Catarina e Teatro Sérgio Cardoso            | Rubens Rivellino                                                      |                             |
| 2004           | De Cima do Muro (Musical)                  | Teatro Imprensa                                          | Autora e Diretora: Maiza Tempesta Diretor Musical: Frederico Silveira |                             |
| 2005           | Peter Pan                                  | Teatro Cultura Inglesa de Pinheiros                      | Marcello Caridade                                                     |                             |
| 2005 / 2006    | Avoar                                      | Teatro Imprensa                                          | Autor e diretor: Vladimir Capella Direção Musical: Dionisio Moreno    |                             |
| 2006           | As Três Porquinhas e o Lobo Atrapalhado    | Teatro Imprensa                                          | Adaptação e Direção: Luciano Santiago                                 |                             |
| 2006 / 7       | Uma História Especial                      | Teatro Gazeta e pelo Brasil                              | Vany Alves e Luciana Azevedo                                          | [ 83 ]                      |
| 2007           | Essa Propriedade Esta Condenada            | Teatros da prefeitura de SP                              | Raiani Teichimam                                                      |                             |
| 2007           | O Gato Malhado e a Andorinha Sinhá         | Teatro Sérgio Cardoso e pelo Brasil                      | Vladimir Capella                                                      |                             |
| 2009           | No Meio do Caminho                         | Festival de Curitiba                                     | Thiago Cicarino                                                       | [ 84 ]                      |
| 2009           | El Sinore em planta baixa                  | Festival Satyrianas                                      | Ruy Filho                                                             |                             |
| 2010           | Desconstrução                              | Canteiros de obras em SP                                 | Caio Salay                                                            |                             |
| 2012           | Eu – Negociando Sentidos                   | Casa na Pompéia                                          | Bernardo Galegale e Gustavo Vaz                                       | [ 85 ]                      |
| 2013           | Hello Facers                               | Festival Satyrianas                                      | Ruy Filho                                                             | [ 86 ]                      |
| 2015           | Esboço Para Uma Quase Paisagem             | Teatro Cemitério de Automóveis                           | Renata Jesion                                                         | [ 87 ] [ 88 ] [ 89 ]        |
| 2015           | Boa Noite, Feliz Natal                     | Festival Satyrianas                                      | Carol Rainatto                                                        |                             |
| 2016           | Mobilize                                   | Teatro Tom Jobim evento tv Globo                         | Gringo Cardia e Enrique Díaz                                          | [ 90 ] [ 91 ]               |
| 2016           | Chronos                                    | Teatro São Bernardo                                      | Rafael Bernadino                                                      |                             |
| 2017           | O Livro de Ouro                            | Teatro Pequeno Ato                                       | Geraldo Rodrigues                                                     | [ 92 ]                      |
| 2017 / 18 / 19 | Terça Insana                               | Teatros Opus, Sérgio Cardoso, Itália e Iguatemi Campinas | colaboração de texto e direção Grace Gianoukas                        | [ 93 ]                      |
| 2020           | 1999                                       | Teatro On Line / Teatro Cemitério de Automóveis          | Antoniela Canto                                                       | [ 94 ]                      |
| 2020           | Pecados                                    | Teatro On Line                                           | Ciça Castello                                                         |                             |
| 2020           | Exreality                                  | Teatro On Line / Teatro Porto Seguro                     | Bernardo Galegale, Gabriel Spinosa e Gustavo Vaz                      | [ 95 ] [ 96 ] [ 97 ] [ 98 ] |
| 2022           | Diabinho e Outras Peças Curtas             | Texto Caryl Churchill – tradução Zé Roberto Valente      | Direção Guto Portugal                                                 | [ 99 ] [ 100 ]              |

### Prêmios
| Ano  | Prêmio                                          | Categoria                    | Trabalho                                                        | Resultado | Nota | Ref.            |
| ---- | ----------------------------------------------- | ---------------------------- | --------------------------------------------------------------- | --------- | ---- | --------------- |
| 2010 | 33º Festival Guarnicê de Cinema / Maranhão 2010 | Melhor ator                  | Curta Metragem: A Menina Metalinguística e o Garoto Melancólico | Indicado  |      |                 |
| 2016 | Rio Web Fest 2016                               | Melhor Ator                  | Pelo Personagem Lucas Batista na Série A vida de Lucas Batista  | Premiado  |      | [ 101 ]         |
| 2020 | Festival de Cinema Saindo da Gaveta             | Ator Coadjuvante             | Pelo filme Hospital da Memória                                  | Premiado  |      | [ 102 ]         |
| 2021 | 1ª Edição do Festival Satyricine Bijou          | Melhor Interprete            | Pelo filme TODO CARNAVAL TEM SEU FIM                            | Premiado  |      | [ 103 ] [ 104 ] |
| 2024 | 15º Festival de Cinema da Lapa. Paraná          | Venceu prêmio de Melhor ator | Personagem Fernando Dutra Pinto                                 | Premiado  |      |                 |